# Asklepiejon

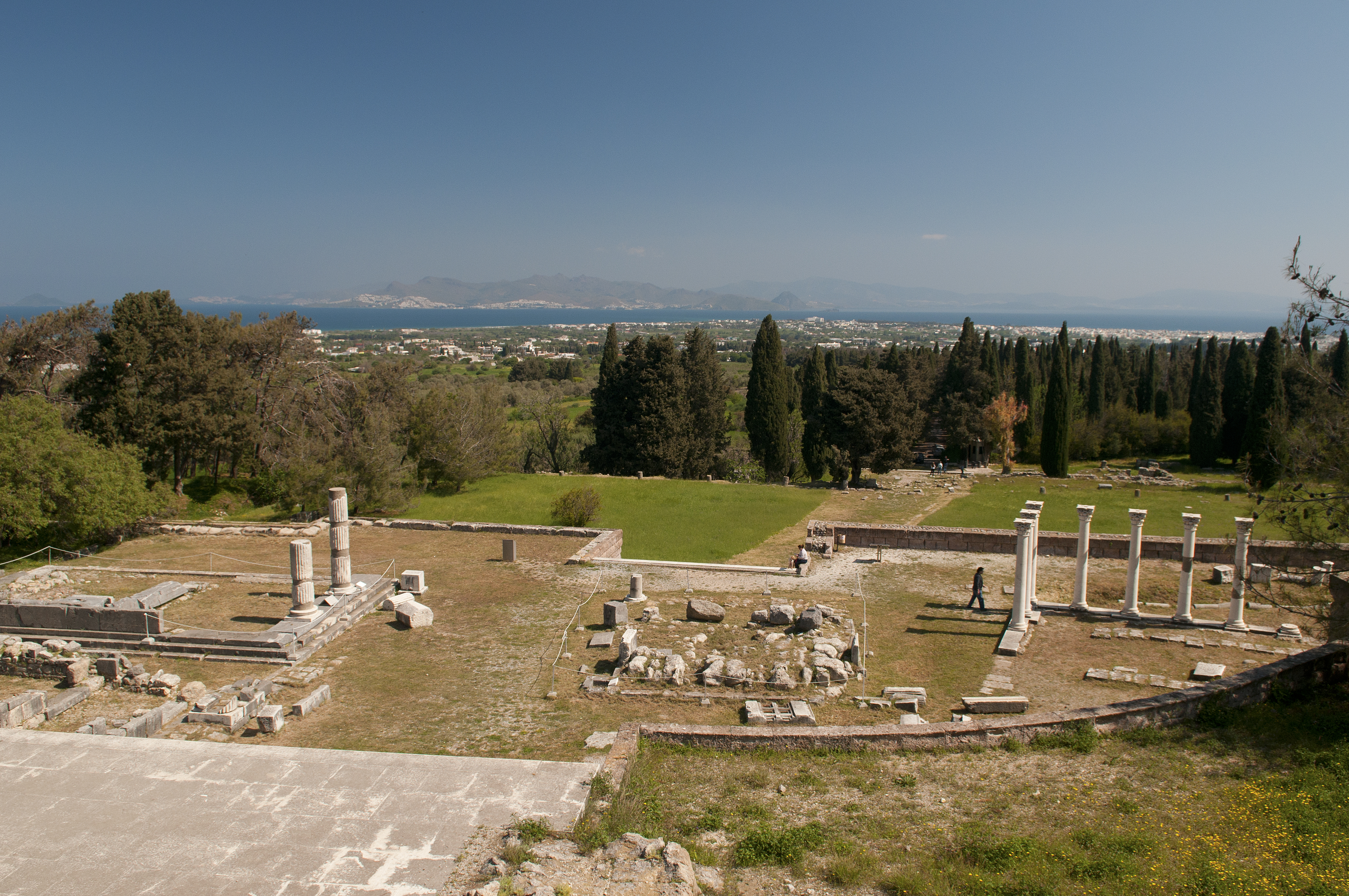
Część ruin asklepiejonu na Kos

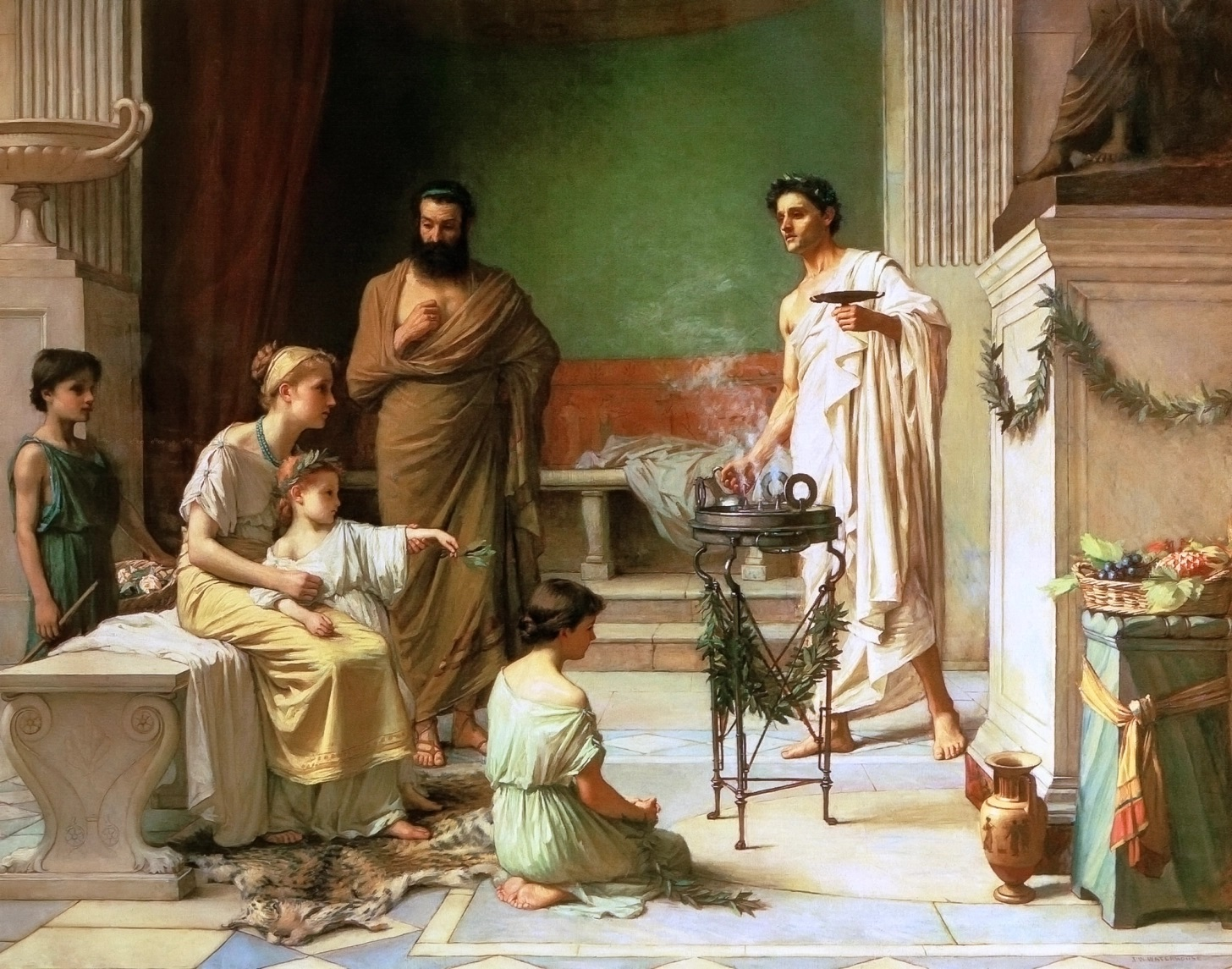
Leczenie w świątyni Asklepiosa (mal. John W. Waterhouse, 1877)

Asklepiejon – świątynia Asklepiosa wraz z ośrodkiem kultowej medycyny i terapii, stosującym praktyki przyrodolecznicze i diagnostyczną inkubację.
Początkowo studnia lub źródło z ołtarzem w świętym gaju; później okręg sakralny ze świątynią, obok której funkcjonowały lecznice, budynki szpitalne i portyki dla chorych oczekujących na przyjęcie.
Sanktuaria Asklepiosa, w których jako lekarze służbę pełnili kapłani tego bóstwa, spełniały funkcję obecnych szpitali i uzdrowisk. Stosowano w nich w szerokim zakresie przyrodolecznictwo oraz rytualne praktyki (inkubację) i zróżnicowane zabiegi lecznicze (post, kąpiele, masaże, ćwiczenia fizyczne). Przygotowująca zwykle do leczenia inkubacja (gr. enkoimesis, łac. incubatio) była praktyką polegającą na spędzeniu nocy w świątyni, a następnie zinterpretowaniu przez kapłanów wieszczego snu, który miał wskazywać sposób kuracji chorego.
Obok jatrejonów oraz rzymskich valetudinariów asklepiejony były instytucjami zapewniającymi namiastkę zorganizowanej opieki społecznej; nie były jednak zakładane ze względów filantropijnych, lecz z powodów utylitarnych. Poza funkcją religijną były ośrodkami opieki nad chorymi, a ich istota nawiązywała do tradycji egipskiej, gdzie do świątyń różnych bóstw przybywali ludzie dla uleczenia z rozmaitych chorób.
Asklepiejony były rozmieszczonymi na planie kwadratu kompleksami budynków z portykami, wznoszonymi najczęściej na obrzeżach miasta – na wzgórzach oraz nad rzekami. Tam, gdzie brakowało dopływu wody, doprowadzano ją poprzez dobudowywanie sieci akweduktów. Asklepiejon nierzadko składał się z hospicjum, w którym gromadzili się i sypiali chorzy. Centralne miejsce zajmowała świątynia wraz z posągiem bóstwa. Do kompleksu świątynnego należały także magazyny, w których przechowywano dary ofiarne oraz opisy doświadczonych uzdrowień. 
Zwyczajowe praktyki sprawiały, że uzdrowieni pozostawiali w świątyni wota wyobrażające uzdrowione części ciała, wrzucali monety do leczniczego źródła, a także wypisywali na tabliczkach historię własnej choroby i uleczenia.
Do głównych ośrodków kultu Asklepiosa z zachowanymi pozostałościami asklepiejonów należały: 
- Epidauros – najsłynniejsze, w mitycznym miejscu urodzenia Asklepiosa, gdzie co pięć lat obchodzono panhelleńskie święto ku czci patronującego bóstwa[7];
- wyspa Kos – ze szkołą medyczną założoną przez Hipokratesa, rozbudowany w okresie hellenistycznym i zdobiony dziełami sztuki[8];
- Pergamon – ze świątynią wzorowaną na rzymskim Panteonie, w II wieku szczególnie znany z działalności Galena[9];
- Ateny (od 420 p.n.e.)[3];
- Rzym (od 291 p.n.e.) – od 291 p.n.e. na wyspie Tybru (Insula Tiberina)[10];
- Korynt[11].

W czasach rzymskich miejsca te były celem masowych pielgrzymek wiernych i chorych z ziem całego cesarstwa, zwłaszcza w okresie obchodzonych co 5 lat uroczystości (tzw. asklepiaja) ku czci bóstwa (w Epidauros i Pergamonie).  